# 三条 (芦屋市)
三条（さんじょう）は兵庫県芦屋市の地名で、現在の町名での三条町と三条南町の全域と清水町の一部に及ぶ範囲に相当する。明治22年（1889年）から昭和19年（1944年）まで、芦屋、打出および津知と共に精道村（昭和15年（1940年）以降は芦屋市）を構成する4つの大字のうちの一つだった。

## 地名の由来
京都の三条に因んで名づけられたのだとも、条里制の三条によるものだとも言われている。
前者の説については明治17年（1884年）地域調査の一環として菟原郡深江組戸長久保平兵衛によって編纂された「三条村誌」には「星霜今ヲ歴ル既ニ五百五拾四年則チ元徳ニ午年（1330）頃、五位源吾兵衛ナルモノ、開創ニシテ京都市街三条ト称ス町名ヲ取テ村号ト為ス」と記されている。この記述の元となった三条町に居住する五味家（慶長13年（1608年）に五位から五味に改姓）に伝わる「五位家由緒書写」によると、五味家の先祖は北条家に仕えていたが同家離散とともに諸国浪々の身となり、その後当地に落ち着いて田畑開発に従事したのだという。

## 地理
六甲山の南麓台地、芦屋川中流右岸に位置する。

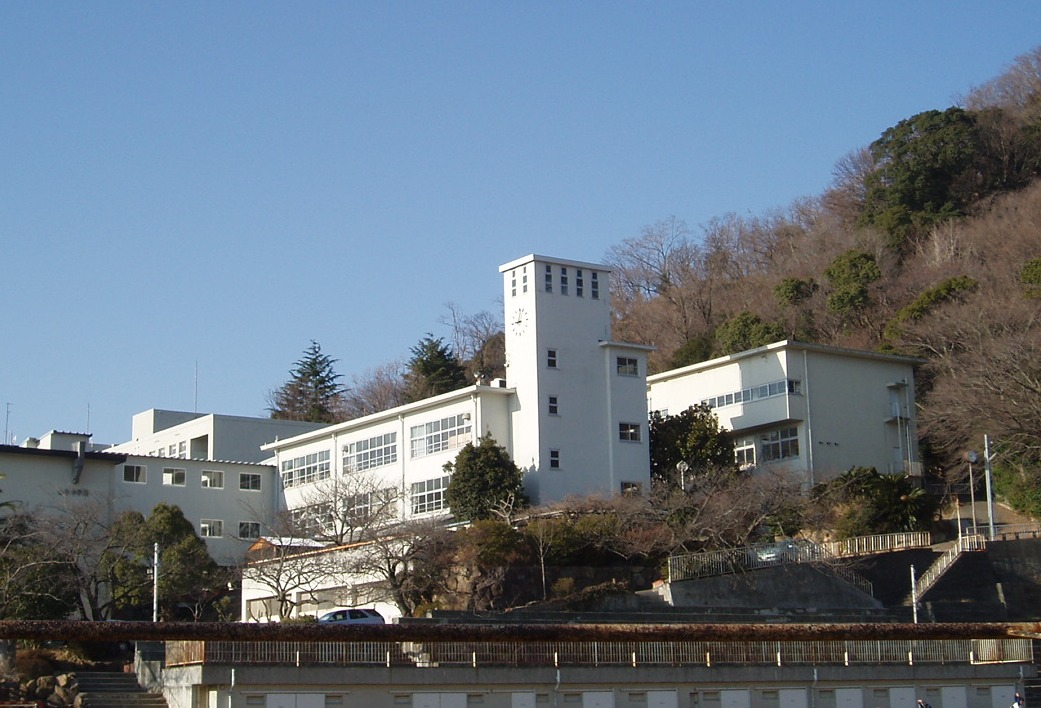
芦屋市立山手中学校

大字であった頃は、東は芦屋、南は津知、西は本庄村大字深江・本山村大字森と隣接していた。
かつての小字には奈良時代の条里制に基づいたと考えられる「九ノ坪」、中世の名（みょう）の名残とみられる「延時」、古墳の存在を物語る「塚穴ノ場」などがみられた。
今日では三条地区は芦屋山手を自認する阪神間有数の住宅地である。
地域内を山手幹線、阪急電鉄神戸本線、JR東海道本線が横切り、北部三条町の山麓に芦屋市立山手中学校と宗円寺が、三条町南部の市街地中に三条八幡神社がある。北の丘陵地の頂から斜面にかけては弥生時代の集落跡である会下山遺跡が発見されている。

### 小字
明治8年一筆限り図および明治17年4月三条村誌によれば三条には次の20の小字があった。
- 大平
- 安（あん）の山（網の山）
- 岡山
- 会（えげ）の下
- ねじこみ

- 南垣内（みなみかきうち）
- 畦垣内
- 信時
- 車場
- 西畑

- 角田
- 五反田
- 九の坪（くのつぼ）
- 小里（こさと）
- 塚穴の場

- 寺の内
- 松本
- 西良手（にしらて）
- 小寄（こより）
- 為の前（ためのまへ）

## 歴史

### 先史

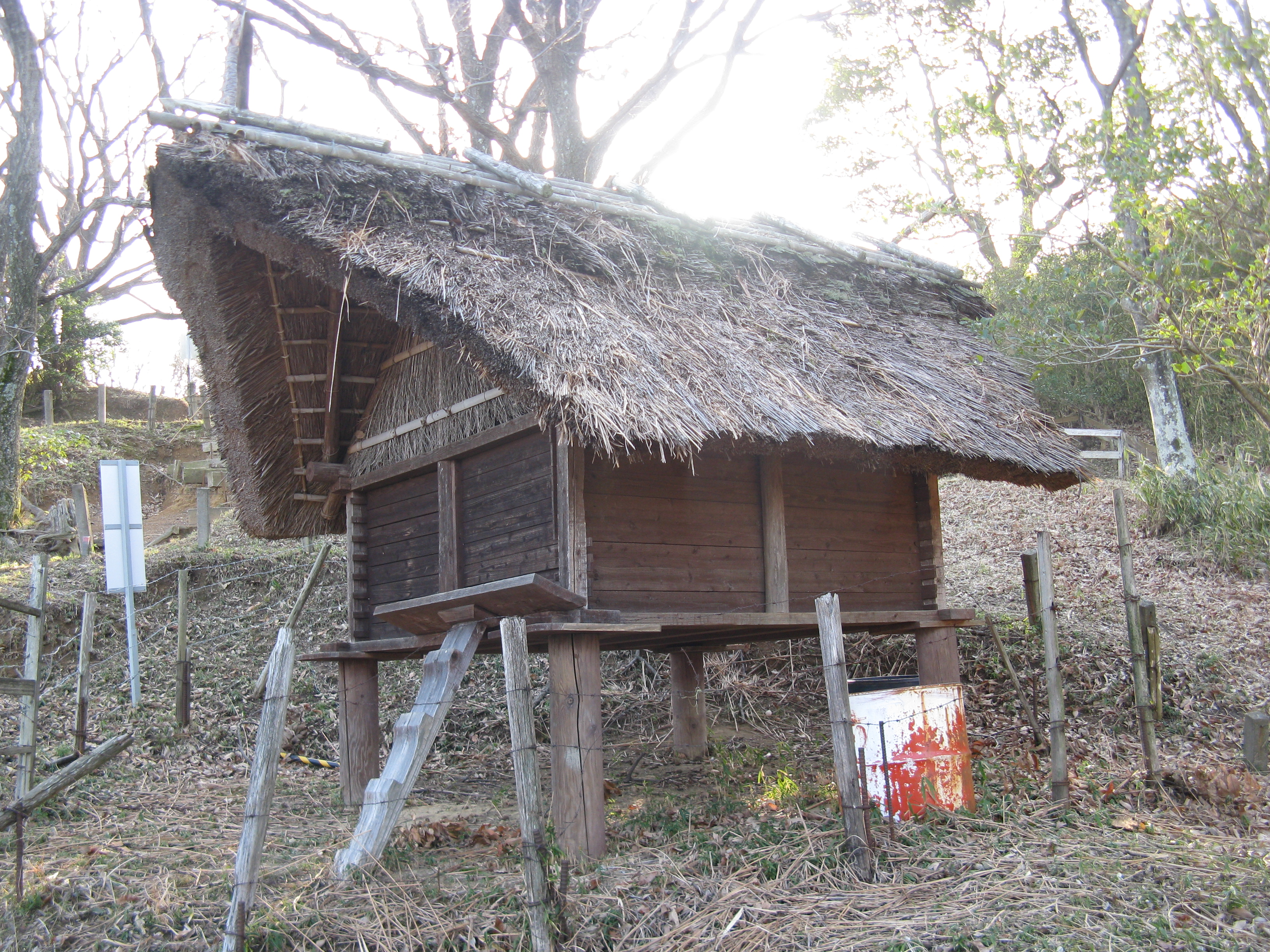
会下山遺跡に復元された高床式倉庫。

三条町の会下山遺跡は標高201ｍの丘陵とその斜面に所在する高地性集落と呼ばれる形式の弥生時代中・後期の集落跡である。
2ヶ所の祭祀場や数件の住居跡の他、火たき場跡（ソトクドと呼ばれる野外の共同調理場、またはのろし施設と推定されている）、廃棄場跡、泉跡、土壙墓などからなり、土器（弥生土器第III様式前半～第V様式中葉）や石器などのほか鉄鏃、鋳造鉄斧などの鉄器やガラス小玉、さらに青銅器では日本列島では珍しい漢式三翼鏃が発見されている。学史的にも著名なこの遺跡は、弥生時代の集落形態及びその社会を知る上で重要であるとして、国の史跡に指定されている。
三条町内には多数の古墳が遺存し群集墳を構成していたと伝えられている。しかし邸宅造成などのため姿を消し、この三条古墳群のうち2基だけが確認されている。その他、涼塚・岩窟塚などと名付けられた古墳があったが、現在では痕跡を残していない。 土器・須恵器・鉄鏃などを出土しており、現存する遺物から三条古墳群は古墳時代後期の終末期に造られたものと推定されている。
三条町240の三条遺跡からは弥生土器・土師器・須恵器・土釜類が出土している。 弥生後期から5世紀後半～6世紀前半を中心に8世紀末から9世紀にかけてまでの遺物が検出され、この山麓線の集落は長く栄えたものと推定されている。
その他三条地区での弥生時代の遺物として、三条南町の西良手遺物散布地から磨製石斧、三条町墓地の三条遺物散布地からは第V様式の弥生土器、三条町・山手中学校グラウンド西斜面の三条町南遺跡散布地からは石鏃・石錘・サヌカイト片などが発見されている。

### 古代
律令制下の当地は摂津国菟原郡葦屋郷に含まれていた。
条里制によるものと考えられている小字に「九の坪」「小里」がある。「小里」とは五里にあたる地、または一説に大化改新に定めた里が人口や面積の増加により大里から分かれて小里をつくったともいわれる。また「三条」という村名自体も条里制によるものであるという説がある。
水田とそれに伴う流路の遺構である三条九ノ坪遺跡からは白雉三年（652年）の木簡が土器などと共に発見されている。
表面には「三　壬子年■」、裏面には「子卯丑■向」と書かれており、年号の記された木簡としては難波宮出土の648年に次ぐ全国2番目の古さである。

### 中世
三条村は元徳2年（1330年）頃に五位源吾兵衛なる者によって開創されたと伝えられている。『五畿内志』に拠れば、現在での神戸市東灘区東部にあたる小路・北畑・田辺・中野・森・深江・東青木および芦屋市内の葦屋・打出・津知の各村と共に三条村は中世に本庄という荘園を構成していたという。

### 近世
江戸時代の三条村は初め天領で、元和3年（1617年）より尼崎藩領となった。
村高は元和3年（1617年）の摂津一国高御改帳で193石余、
寛文9年（1669年）頃の尼崎藩青山氏領地調で197石余、
天保5年（1835年）の天保郷帳および旧高旧領取調帳ではともに202石余。
新田開発は低調で、三条村の立地条件に災いされて、山地や川筋ばかりの悪条件の土地ばかりで、下々田・下畑・下々畑と生産性が極めて低かった。
安永4年（1775年）の寺社池川等委細控帳には酒株3・株高87石余の酒造家が1人、米踏水車2両、日雇稼（柄在家）6人、他国出稼ぎ12人がみえる。菜種栽培もされ、文政10年（1827年）の万控帳では110石余の作高となっている。
幕末には芦屋川・高座川での水車稼ぎが盛行し、天保13年（1843年）には水車12基を数え、運上銀117匁余を納めた。
水利は溜池の他、芦屋川一の井手から取水していた東川という用水路を用いていた。東川は当村の他、津知・森・中野・深江の諸村が利用する立会用水路で、貞享4年（1687年）に関係村間で日割で分水する用水輪番制が成立し、井手に最も近い三条村が特に字畦垣地（あぜがいち）の田地への毎日の分水権を得る代わりに、井手から村までの水路の維持・補修が課されていた。しかし後年これを巡り争論が繰り返されたため、明和2年（1765年）、畦垣地の取水口に幅九寸、高さ一尺の分水石を伏せ据えて取水量を調節・制限することになった。
三条村は東隣の森村の稲荷大明神（森稲荷神社）を南隣の津知村と共に立会社の形で氏神としていた。
元禄5年（1692年）の寺社御改控には村内の寺として一向宗西本願寺末寺小浜毫摂寺下辻本道場と禅宗宗円寺がみえる。
辻本道場は貞享3年（1686年）に照楽寺の寺号を受けたとあり、現在は浄土真宗本願寺派となっている。
宗円寺は寛文9年（1669年）以来無住で、延宝2年（1674年）崩壊して跡地のみとなったという。
その他元禄15年（1702年）の寺社改帳には八幡宮（三条八幡神社）・弁天社・山神社が掲載されている。寛政11年（1800年）には、村中回り持ちであった村の鎮守である八幡神社の祭祀役のうち11軒だけが火灯として役所へ届け出て他の者の加入を拒んだことから、回り持ちを求める争論が家筋をめぐって起こった。

### 近代
明治4年（1871年）7月14日、廃藩置県によって三条は尼崎県に属した。同年11月20日には兵庫県へと編入され、戸籍法に基づく区制においては翌明治5年（1872年）1月に第十六区、同年8月2日に第六区となった。
明治12年（1879年）1月、郡区町村編制法に基づき菟原郡役所の管内となり、翌明治13年（1880年）7月からは連合村戸長制により深江・芦屋・三条・津知の4ヵ村は深江村に戸長役場を置いて菟原郡第九戸長役場（明治17年（1884年）10月1日からは深江村外三か村戸長役場）と称した（明治14年（1881年）11月から明治16年（1883年）6月1日までの単独町村戸長制が認められた期間を除く）。
明治22年（1889年）4月1日、町村制施行に伴い芦屋村・三条村・津知村・打出村が合併して精道村となり、三条村は精道村の大字三条となった。
昭和15年（1940年）に精道村は市制施行し、芦屋市となった。
昭和19年（1944年）1月10日、芦屋市は町名変更を実施し、大字三条が廃止された。すなわち小字のうち、塚穴ノ場（塚穴之場）・寺内（寺ノ内）・車場・子ジコミ（ネジコミ）・会下（会ノ下）・南垣内・西畑・ハゲ山（禿山）・大平・安ノ山・松本の全部と岡山・角田・九ノ坪・畦垣内の大部分が三条町となり、為ノ前（為前）・西良手・小寄・信時の全部と九ノ坪・角田・畦垣内・岡山の一部が三条南町となり、五反田・小里が大字津知の六条と合わせて清水町となったのである（その後、この時に制定した町域のまま、三条南町と清水町には昭和44年5月1日に、三条町には昭和57年2月1日に、それぞれ住居表示が施行され現在に至っている）。

## 統計
- 寛文9年（1669年）頃の家数32・人数169、牛18（青山氏領地調）[1][17]。
- 天明8年（1788年）の巡検使通行用留帳では家数42・人数163[17]。
- 文化元年（1804年）の宗門帳では家数44・人数194[1]。
- 明治17年（1884年）の戸数42・人口176（三条村誌）[1]。
- 明治24年（1891年）の戸数38、人口213（うち男104・女109）[1]。
- 大正12年（1923年）の人口642[1]。
- 昭和4年（1929年）の人口3,375[1]。